# Discografia de Jamelia
A discografia de Jamelia, uma cantora britânica, consiste em três álbuns de estúdio, duas de compilação e quatro de vídeo. Lançou dezasseis singles (incluindo dois como artista convidada), quinze vídeos musicais e os seus temas vigoraram em bandas sonoras de filmes e eventos oficiais.

## Álbuns

### Álbuns de estúdio
| Drama - Lançamento: 26 de Junho de 2000 - Editora discográfica: Parlophone, EMI - Formato(s): CD, cassete, descarga digital  | —  | —  | —  | —  | —  | —  | —  | 39 | —  | - BPI: Ouro              |
| Thank You - Lançamento: 29 de Setembro de 2003 - Editora discográfica: Parlophone, EMI - Formato(s): CD, descarga digital    | 56 | 63 | 62 | 52 | 21 | 16 | 84 | 4  | 33 | - BPI: 2× Platina        |
| Walk with Me - Lançamento: 25 de Setembro de 2006 - Editora discográfica: Parlophone, EMI - Formato(s): CD, descarga digital | —  | —  | —  | —  | 67 | —  | —  | 20 | 74 | - BPI: Ouro - ZPAV: Ouro |
| "—" denota um título que não tenha entrado na tabela musical do respectivo país.                                             |    |    |    |    |    |    |    |    |    |                          |

### Álbuns de compilação
| Superstar – The Hits                                                             | - Lançamento: 24 de Setembro de 2007 - Editora discográfica: Parlophone, EMI - Formato(s): CD, descarga digital | 57 |
| Jamelia – The Collection                                                         | - Lançamento: 27 de Julho de 2009 - Editora discográfica: EMI - Formato(s): CD, descarga digital                | —  |
| "—" denota um título que não tenha entrado na tabela musical do respectivo país. | |    |

### Álbuns de vídeo
| Título                | Detalhes do álbum                                                                               |
| --------------------- | ----------------------------------------------------------------------------------------------- |
| Thank You – Live      | - Lançamento: 1 de Novembro de 2004 - Editora discográfica: EMI - Formato(s): DVD               |
| "DJ"                  | - Lançamento: 1 de Novembro de 2004 - Editora discográfica: Parlophone - Formato(s): DVD single |
| "Something About You" | - Lançamento: 11 de Setembro de 2006 - Editora discográfica: EMI - Formato(s): DVD single       |
| "Beware of the Dog"   | - Lançamento: 1 de Novembro de 2004 - Editora discográfica: EMI - Formato(s): DVD single        |

## Singles

### Como artista principal
| Ano                                                                              | Título                   | Melhor posição nas tabelas musicais | Melhor posição nas tabelas musicais | Melhor posição nas tabelas musicais | Melhor posição nas tabelas musicais | Melhor posição nas tabelas musicais | Melhor posição nas tabelas musicais | Melhor posição nas tabelas musicais | Melhor posição nas tabelas musicais | Melhor posição nas tabelas musicais | Melhor posição nas tabelas musicais | Melhor posição nas tabelas musicais | Certificação                                                                        | Álbum        |
| Ano                                                                              | Título                   | ALE                                 | AUS                                 | AUT                                 | BEL (VAL)                           | FRA                                 | IRL                                 | ITA                                 | NZL                                 | PB                                  | RU                                  | SUI                                 | Certificação                                                                        | Álbum        |
| -------------------------------------------------------------------------------- | ------------------------ | ----------------------------------- | ----------------------------------- | ----------------------------------- | ----------------------------------- | ----------------------------------- | ----------------------------------- | ----------------------------------- | ----------------------------------- | ----------------------------------- | ----------------------------------- | ----------------------------------- | ----------------------------------------------------------------------------------- | ------------ |
| 1999                                                                             | "So High"                | —                                   | —                                   | —                                   | —                                   | —                                   | —                                   | —                                   | —                                   | —                                   | —                                   | —                                   |                                                                                     | —            |
| 1999                                                                             | "I Do"                   | —                                   | —                                   | —                                   | —                                   | —                                   | —                                   | —                                   | —                                   | —                                   | 36                                  | —                                   |                                                                                     | Drama        |
| 2000                                                                             | "Money" (com Beenie Man) | —                                   | —                                   | —                                   | —                                   | —                                   | 18                                  | —                                   | —                                   | 51                                  | 5                                   | —                                   |                                                                                     | Drama        |
| 2000                                                                             | "Call Me"                | —                                   | —                                   | —                                   | —                                   | —                                   | —                                   | —                                   | —                                   | —                                   | 11                                  | —                                   |                                                                                     | Drama        |
| 2000                                                                             | "Boy Next Door"          | —                                   | —                                   | —                                   | —                                   | —                                   | —                                   | —                                   | —                                   | —                                   | 42                                  | —                                   |                                                                                     | Drama        |
| 2003                                                                             | "Bout" (com Rah Digga)   | —                                   | —                                   | —                                   | —                                   | —                                   | —                                   | —                                   | —                                   | —                                   | 37                                  | —                                   |                                                                                     | Thank You    |
| 2003                                                                             | "Superstar"              | 4                                   | 1                                   | 3                                   | 7                                   | 3                                   | 19                                  | 5                                   | 1                                   | 5                                   | 3                                   | 2                                   | - BVMI: Ouro - ARIA: Platina - BEA: Ouro - SNEP: Ouro - RIANZ: Platina - BPI: Prata | Thank You    |
| 2004                                                                             | "Thank You"              | 46                                  | 7                                   | 43                                  | 37                                  | 30                                  | 10                                  | —                                   | 8                                   | 28                                  | 2                                   | 35                                  | - ARIA: Ouro                                                                        | Thank You    |
| 2004                                                                             | "See It in a Boy's Eyes" | —                                   | 35                                  | —                                   | 36                                  | —                                   | 11                                  | —                                   | —                                   | —                                   | 5                                   | —                                   |                                                                                     | Thank You    |
| 2004                                                                             | "DJ" / "Stop"            | 56                                  | 37                                  | —                                   | 46                                  | 26                                  | 12                                  | —                                   | —                                   | —                                   | 9                                   | 36                                  |                                                                                     | Thank You    |
| 2006                                                                             | "Something About You"    | 59                                  | 17                                  | 43                                  | 26                                  | —                                   | 28                                  | —                                   | —                                   | 73                                  | 9                                   | 46                                  |                                                                                     | Walk with Me |
| 2006                                                                             | "Beware of the Dog"      | 63                                  | 50                                  | 68                                  | —                                   | —                                   | 48                                  | —                                   | 29                                  | 91                                  | 10                                  | —                                   |                                                                                     | Walk with Me |
| 2007                                                                             | "No More"                | —                                   | —                                   | —                                   | —                                   | —                                   | —                                   | —                                   | —                                   | —                                   | 43                                  | —                                   |                                                                                     | Walk with Me |
| "—" denota um título que não tenha entrado na tabela musical do respectivo país. |                          |                                     |                                     |                                     |                                     |                                     |                                     |                                     |                                     |                                     |                                     |                                     |                                                                                     |              |

### Como artista convidada
| Ano                                                                              | Título                                                           | Melhor posição nas tabelas musicais | Melhor posição nas tabelas musicais | Melhor posição nas tabelas musicais | Melhor posição nas tabelas musicais | Melhor posição nas tabelas musicais | Melhor posição nas tabelas musicais | Melhor posição nas tabelas musicais | Melhor posição nas tabelas musicais | Melhor posição nas tabelas musicais | Melhor posição nas tabelas musicais | Melhor posição nas tabelas musicais | Álbum           |
| Ano                                                                              | Título                                                           | ALE                                 | AUS                                 | AUT                                 | BEL (VAL)                           | FRA                                 | IRL                                 | ITA                                 | NZL                                 | PB                                  | RU                                  | SUI                                 | Álbum           |
| -------------------------------------------------------------------------------- | ---------------------------------------------------------------- | ----------------------------------- | ----------------------------------- | ----------------------------------- | ----------------------------------- | ----------------------------------- | ----------------------------------- | ----------------------------------- | ----------------------------------- | ----------------------------------- | ----------------------------------- | ----------------------------------- | --------------- |
| 2004                                                                             | "Universal Prayer" (Tiziano Ferro com a participação de Jamelia) | 52                                  | —                                   | 46                                  | —                                   | 52                                  | —                                   | 1                                   | —                                   | 69                                  | —                                   | 31                                  | 111 Centoundici |
| 2004                                                                             | "Do They Know It's Christmas?" (como parte de Band Aid 20)       | 7                                   | 9                                   | 15                                  | 3                                   | 72                                  | 1                                   | 1                                   | 1                                   | 3                                   | 1                                   | 7                                   | —               |
| "—" denota um título que não tenha entrado na tabela musical do respectivo país. |                                                                  |                                     |                                     |                                     |                                     |                                     |                                     |                                     |                                     |                                     |                                     |                                     |                 |

## Outras aparências
Nas seguintes canções, a cantora contribui com os seus vocais creditados em outros, sem que estes lançamentos ocorram por parte da própria.
| Ano  | Título                                                           | Álbum                             | Nota(s)                                                                              |
| ---- | ---------------------------------------------------------------- | --------------------------------- | ------------------------------------------------------------------------------------ |
| 2004 | "Straight Ahead" (Kool & the Gang com a participação de Jamelia) | The Hits: Reloaded                | —                                                                                    |
| 2004 | "Universal Prayer" (Tiziano Ferro com a participação de Jamelia) | Unity                             | Banda sonora para os Jogos Olímpicos de Verão de 2004.                               |
| 2006 | "Stop"                                                           | Bridget Jones: The Edge of Reason | Banda sonora do filme Bridget Jones: The Edge of Reason.                             |
| 2006 | "Numb"                                                           | Radio 1's Live Lounge             | Versão acústica ao vivo da canção originalmente interpretada pela banda Linkin Park. |

## Vídeos musicais
| Ano  | Título                     | Director                      |
| ---- | -------------------------- | ----------------------------- |
| 1999 | "I Do"                     | Sven Harding                  |
| 2000 | "Money"                    | Max e Dania                   |
| 2000 | "Call Me"                  | Jake Nava                     |
| 2000 | "Boy Next Door"            | Sophie Muller                 |
| 2003 | "Bout"                     | Barnaby Roper                 |
| 2003 | "Superstar"                | Dominic Leung                 |
| 2004 | "Thank You"                | Matthew Rolston               |
| 2004 | "Thank You" (com Singuila) | Skwall                        |
| 2004 | "See It in a Boy's Eyes"   | W.I.Z.                        |
| 2004 | "Universal Prayer"         | Robert Bröllochs              |
| 2004 | "DJ"                       | Alex Hemming & Quinn Williams |
| 2004 | "Stop"                     | Alex Hemming                  |
| 2006 | "Something About You"      | Stuart Orme                   |
| 2006 | "Beware of the Dog"        | Ray Kay                       |
| 2007 | "No More"                  | Paul Gore                     |